# بيلي بيكر
بيلي بيكر (بالإنجليزية: Billy Baker)‏ (8 يناير 1894 في المملكة المتحدة - 1 مارس 1972) هو لاعب كرة قدم بريطاني (وحمل سابقاً جنسية المملكة المتحدة لبريطانيا العظمى وأيرلندا) في مركز جناح ‏. لعب مع نادي برينتفورد وHendon F.C. ‏.